# Etimologia numelui Bacăului
Asupra toponimului „Bacău”, care desemnează atât orașul cât și județul, s-au exprimat istorici, filologi și lingviști între secolele al XIX-lea și al XXI-lea, conturându-se mai multe teorii asupra semnificației, dar și a originii: turcică, maghiară, slavă sau latină. Dintre acestea doar primele două s-au bucurat de susținere. În ciuda faptului că silaba bac este întâlnită în mai multe limbi, originea maghiară de la bakó, ce semnifică „călău”, pare a fi cea mai plauzibilă, având legătură cu funcția de vamă importantă pe care a îndeplinit-o orașul până în secolul al XV-lea. În acea perioadă, Bacăul moștenea tradiția vechilor orașe Baia și Trotuș ca șoltuzul să aibă dreptul de a condamna infractorii la moarte. Vama, ce avea în componență judecători, globnici, slugi și pază militară, inspira groaza călătorilor, comercianților și contrabandiștilor prin exigență, vămuirea mare și prestigiu. Acest lucru a dus la apariția expresiei și altor derivate în limba română, inițial în arealul Principatului Moldovei iar ulterior și în afara lui, de „a-și găsi Bacăul”, cu înțelesul de „a-și găsi călăul” sau „a o păți”.

## Origine

### Turcică
Istoricul Bogdan Petriceicu Hasdeu a fost de acord asupra faptului că termenul nu este slavic, dar nici neapărat maghiar, însă nu are nicio legătură cu zeul roman Bacchus. Întrucât silaba bac este întâlnită în mai multe limbi iar semnificația cuvântului Bacău nu este cunoscută, o etimologie nu poate fi dată.
După acesta, singura ipoteză plauzibilă poate rezulta din faptul istoric al stăpânirii teritoriului de către cumani înaintea venirii românilor din Maramureș în jurul anului 1350, în timp ce în partea de est a viitoarei Moldove existau ruteni. Astfel orașul, care deja era însemnat în anul 1400, a fost întemeiat înainte de descălecat de către cumani iar numele este turcic, dând spre comparație orașul Baku de la Marea Caspică. Alexandru D. Xenopol a interpretat ironic asocierea cu Baku, catalogând-o ca asemănare fonetică.
În problema etimologiei numelui Baku (în azeră Bakı) s-au conturat două teorii: proveniența din limba persană de la Baakube (sau Baadkube) cu semnificația „orașul în care bate vântul” sau din limba lak⁠(en)[traduceți] ca „deal” sau „munte mai mic”. Varianta actuală (Baku) este o derivație arabă din secolul al VIII-lea.
Numele de Bako a fost găsit printre alte patronime de origine turcică la plătitorii de taxe bulgari menționați în documente otomane din Evul Mediu. Potrivit lui Victor Spinei, acestea ar trebui să fie de origine pecenegă și cuman-kıpçak, dar și protobulgară.

### Maghiară

#### Tradiție
În Marele Dicționar Geografic al României a fost expusă tradiția păstrată și cea mai acreditată de bătrânii orașului, mai ales ceangăi, în privința numelui, aceea că în documente vechi de proprietate a fost amintită o persoană pe nume Bákó din Călugăra, fondator al târgului și cel după care s-a numit acesta. Bákó a avut terenuri până în apa Bistriței, în teritoriul actual al orașului, însă fiind un tâlhar a fugit în Ungaria, loc unde a fost prins și condamnat la moarte. Conform regulii, dacă accepta să fie călău (în maghiară bákó) scăpa de pedeapsă (obiceiul fiind păstrat până târziu în Imperiul Rus). După expirarea termenului a devenit liber și s-a întors în Moldova, unde a deschis o crâșmă pe drumul spre Roman, care avea să devină partea de sus a orașului. Fiind amplasată la drumul principal al Moldovei, numele lui Bákó a devenit cunoscut și a servit drept reper în regiune. În împrejurul crâșmei a început să se vândă din terenul acestuia pe bucăți, construindu-se case și ulițe, iar așezarea a luat numele cârciumarului.
Astfel, din legendă reiese că orașul a început să se construiască de la nord, din drumul spre Roman, la sud, lucru confirmat de săpăturile pentru construcții din partea de sus, unde constant se găseau temelii și beciuri ale unor construcții anterioare. De altfel, în partea de sud a așezării asemenea urme de construcții nu au mai fost găsite.
Potrivit lui Petre P. Panaitescu, există o serie de orașe vechi ce au apărut în acte odată cu primele menționări ale Principatului Moldovei sau Țării Românești, însă nu se cunoaște nimic despre originea lor, care se duce într-o epocă nedocumentată. Aici se înscrie și Bacăul. Pentru Victor Spinei, săpăturile metodice realizate nu au găsit indicii de factură urbană anterioare ultimelor decenii ale secolului al XIV-lea, iar izvoarele istorice pentru perioada înainte formării statului Moldova sunt neconcludente.

#### Studii

Stema județului Bacău, care face referire la exploatarea sării la Târgu Ocna. În decursul timpului, ținutul și respectiv județul Bacău a asigurat necesarul de sare pentru consumul intern al Principatului Moldovei și cel de export

Nicolae Iorga a amintit că odată cu așezarea maghiarilor aceștia au căutat saline și transportarea mărfii exploatate pe râul Mureș spre vest. În acest scop au ocupat teritorii dincolo de limita țării acestora, peste munți, și crearea unei posesiuni maghiare începând de pe râul Slănic (pe Trotuș), până la râul Bistrița și Siret din viitoarea Moldovă, incluzând așezările cu nume maghiare Bákó (Bacău), Egyedhalma (Adjud) și Szászkút (Sascut), spre Slănic (pe Teleajen), Teleajen și Buzău, ce reprezentau Județul Săcuieni, și Lotru și Olt (Țara Lotrului). Tot după acesta, orașul a fost fondat de maghiari, iar numele a fost dat de ei.
Alexandru Cihac a explicat termenul din maghiarul bakó, cu semnificația de „călău”. Alexandru Philippide a definit expresia a-și găsi bacăul prin „a-și găsi călăul”, unde apropierea de numele orașului ar fi una ulterioară: „...astăzi cînd cuvîntul bacău a ieșit din limbă, vorbele de mai sus s-au lipit de numele orașului Bacău și noi când le pronunțăm simțim într-adevăr orașul Bacău în ele”. La fel, Nicolae A. Constantinescu a explicat denumirea din bakó „călău”.
Constantin C. Giurescu a considerat toponimul orașului de origine maghiară, provenit din bakó „călău”, presupunând că întemeietorul s-a numit așa. De asemenea, a subliniat că în regiune se găsesc și alte denumiri maghiare. Asupra aceleiași origini s-a exprimat și Petre P. Panaitescu. Același lucru l-a considerat Victor Spinei, adăugând că este alături de alte toponime, dar și hidronime grupate în partea de vest a Moldovei, dovedind că printre cei stabiliți la estul Carpaților Orientali au existat și colectivități de limbă maghiară. Numele din această categorie au fost atestate documentar înainte de mijlocul secolului al XV-lea, pe lângă Bacău fiind Bârgăuani, Chiejdi (Cuejd), Cracău, Hindău, Hârlău și altele. În opinia istoricului, a fost necesară trecerea mai multor decenii pentru adoptarea acestora de către localnici, deci existând posibilitatea ca numele să fi apărut înainte de întemeierea Moldovei.
Ideea provenirii din numele Bákó a fost susținută de Laurențiu Rădvan, aducând faptul că în Transilvania au fost menționate mai multe persoane printre care și un nobil Bako, iudices nobilium comitates Albensis. O trăsătură specifică moștenită de la orașele Baia sau Trotuș a fost că șoltuzul de Bacău avea dreptul de a condamna infractorii la moarte, cel puțin în cazul tâlhăriei. Dreptul a fost acordat probabil șoltuzilor și comunității după 1350, când Ținutul Bacăului se afla sub influență maghiară.
În teritoriul Regatului Ungariei există o multitudine de nume de localități de tip Bakó, Baka, Bák, Bakov și una menționată „claustrum de valle Bakowa” în 1411.

### Slavă
Bacăul a fost menționat în acte în alte limbi ca Бaковъ („Bakov”), Bakow, Bacov. În 1341 exista un sat numit Бaково în Serbia.

### Latină
S-a propus faptul că numele provine de la zeul roman Bacchus, derivație considerată ridicolă de George Ioan Lahovary.

#### Menționări în latină
Numele a fost menționat în acte moldovenești latine ca Bako, Bacovie, Bacho, Bakova sau Bakovia, Bacovia, Bacovium, din care doar primul reprezintă forma nelatinizată de scribi.
În 1400 a fost menționat sub numele civitas Bachoviensis, cu oameni ai Ordinului Cavalerilor Ospitalieri staționați în oraș. Într-o scrisoare din 1431, episcopul de Baia, Ioan de Ryza, a confirmat că Bacăul este civitas, confirmând prin această exprimare existența Episcopiei de Bacău.

## Menționări în alte limbi
- În engleză Bakow (istoric)[28]
- În maghiară Bákó[29]
- În ebraică בקאו[30]
- În germană Bakau (istoric)[31]
- În poloneză Baków (istoric)[32]

## Sens conotativ

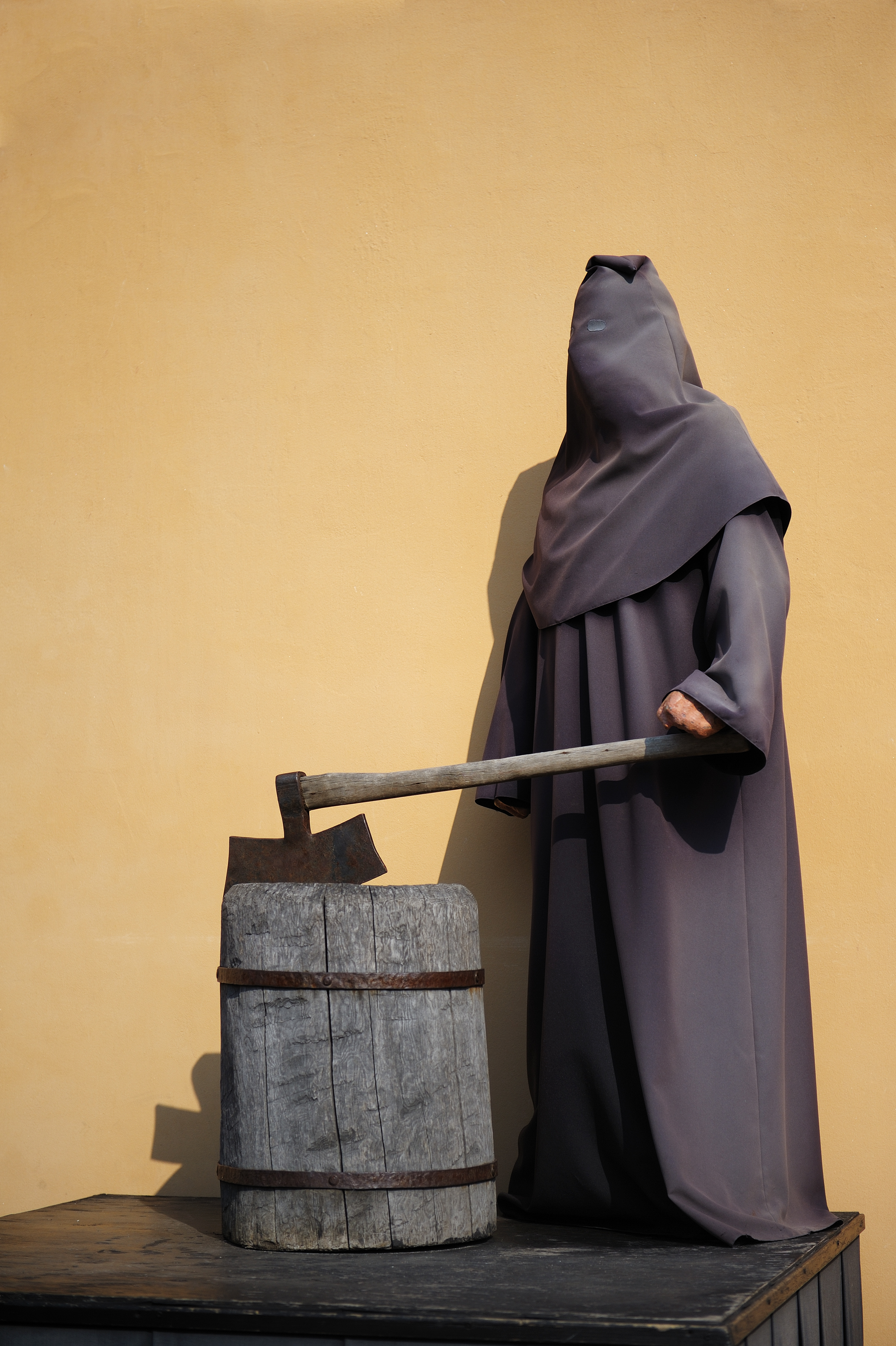
O reconstituire a unui călău la Fortăreața Petru și Pavel din Sankt Petersburg, Rusia.

În secolul al XV-lea orașul Bacău încă a avut importanța de punct vamal mare pentru mărfurile dinspre Țara Românească și Transilvania, până la anexarea de către Principatul Moldovei a ținutului Putnei în 1475. Într-un tratat comercial cu Regatul Poloniei din anul 1407, Alexandru cel Bun a declarat:
„...a exportațiunii postavurilor la Unguri și Ia Munteni este slobodă; anume pentru exportațiunea muntenească se va plăti în Suceava de la 1 grivnă, 3 groși, și apoi la întoarcerea din Valachia cu marfă de acolo, fie piper, fie lînă, fie ori-ce, se va plăti în Bacău de la 12 cîntare, ½ rublă de argint [...] importațiunea cerei muntenești și brașovenești e liberă, plătindu-se vamă de la o peatră de ceară în Bacău 1 groș...”
La fel sunt formulate și tratatele comerciale cu Polonia ale lui Ștefan al II-lea (1434) și Petru Aron (1456). Un hrisov al lui Ștefan cel Mare din 1460 a amintit despre depozitul mărfurilor străine din Bacău: „Ori-care neguțător va veni fie de ori unde, și-și va depune mărfurile în Bacău, să dea călugărilor (de la Tazlău), vama cea mare de grivnă, iar de mărfurile trecătoare să se iea după lege vama de car....”, prin care marfa de valoare avea vămuirea mai mare, iar după greutate o vămuire mică. Un alt hrisov de la același domnitor, din 1459, a arătat că în Bacău exista o autoritate judiciară compusă din judecători (sudiți) și globnici și slugi la dispoziție pentru executarea sentințelor. Paza era asigurată de soldați.
În acea perioadă a apărut și răspândit în limba română din zona Moldovei locuțiunea proverbială „a-și găsi Bacăul”, când vama Bacăului îi îngrozea pe călători, comercianți și contrabandiști.
Expresia a fost înregistrată în primul dicționar academic al limbii române, Dicționarul limbei române, de către Ion C. Massim și August Treboniu Laurian și explicată prin trouver son maître. Pentru Stelian Dumistrăcel acest lucru reprezintă atestarea circulării peste granițele geografice ale Principatului Moldovei. Alexandru Cihac a tradus expresia prin trouver son diable („a-și găsi diavolul”) sau son bourreau („călăul propriu”), și cu proveniența din maghiarul bakó iar Lazăr Șăineanu prin Seinen Meister finden („a-și găsi stăpânul”), cu înțelesul: „a mers pană a dat de hotar, a ajuns la vamă, a fost oprit și scotocit și a putut să meargă mai înainte”, „a o păți, a da peste omul care să-l învețe minte” (după Șăineanu) sau „a da de un bucluc fără să fi știut a se feri; când și-a găsit stăpânul” și „umblai cât umblai dar ajuns la vamă o pățeai” (după Iuliu A. Zanne). Zanne a tradus prin trouver son maître („a-și găsi stăpânul”), il a été échaudé („el a fost fript”) și il lui en a cuit („el a fost gătit”).
Pentru Stelian Dumistrăcel locuțiunea „evocă prestigiul vameșilor (mai mult decât exigenți) de la Bacău, ce provocau negustorilor și călătorilor neplăceri”, însă indică probleme în ceea ce privește etimologia frazeologică, care pare a fi multiplă. Acesta a arătat că argumentele invocate prin explicațiile propuse de Alexandru Cihac și Alexandru Philippide trimit spre etimonul maghiar bakó, cu semnificația de „călău”.
Expresia a fost folosită de Vasile Alecsandri într-o operă de teatru:
„Respunde curat cum te 'ntreb, c'apoi îți găsesci Bacău cu mine.”
Lazăr Șăineanu a citat jocul de cuvinte „la Bacău îmi găsii bacăul”, tot de la Alecsandri. Alexandru Philippide a definit expresia a-și găsi bacăul prin „a-și găsi călăul”, unde apropierea de numele orașului ar fi una ulterioară. Mai existau expresiile „Toată lelea își are Băcăul ei.”, sinonim cu „Și-a găsit lelea bărbatul.”, spuse despre soții potriviți, mai ales când sunt amândoi răi, leneși și altele. Un al doilea înțeles este „și-a găsit stăpân”, „ș-a dat peste om”. În cazul „a arăta Bacăul cuiva”, acesta are înțelesul de a amenința pe cineva cu bătaia, a bate.
După Dumistrăcel, explicația lui Alexandru Philippide își găsește susținere prin argumente cu variațiile formale și semantice, precum expresia „a arăta bacăul” sau cea citată de Șăineanu de la Alecsandri.
La prima apariție a ziarului Bacăul, în 1880, Mihai Eminescu a propus un joc de cuvinte:
„La 12 martie a apărut în Bacău un nou ziar al partidului liberal-brătienesc. Numele acestui organ e «Bacăul». Redactorul său ar fi un pușcăriaș, după cum spune... «Războiul»: O tempora, o mores !” „Credem că nu ne vom găsi «Bacăul», ca orbul Brăila, dacă înainte de toate vom pune sub ochii cititorului copie fidelă...”
Cel puțin până în primele decenii ale secolului al XX-lea, asocierea dintre numele Bacăului și cuvântul bacău „călău” nu s-a pierdut. Atunci, s-a consemnat în stenograma din ședința Adunării Deputaților din 21 iulie 1929 (publicată în Monitorul Oficial, nr. 107, noiembrie 1929) unde s-a discutat problema directoarelor ca formă a descentralizării administrative, deputatul M. Văgăuneanu, apărător al intereselor Bacăului, a cerut cuvântul. Acesta fiind știut cu participări oratorice prelungite, de la băncile majorității s-a consemnat exclamația „ne-am găsit Bacăul!”, acțiune urmată de un moment de râsete în sală.
Stelian Dumistrăcel (2001) a explicat expresia prin „a-și găsi beleaua” sau „a se găsi persoana energică, în stare să «strunească», să stăpânească pe cineva; a-și găsi «nașul»”.

## Evoluții

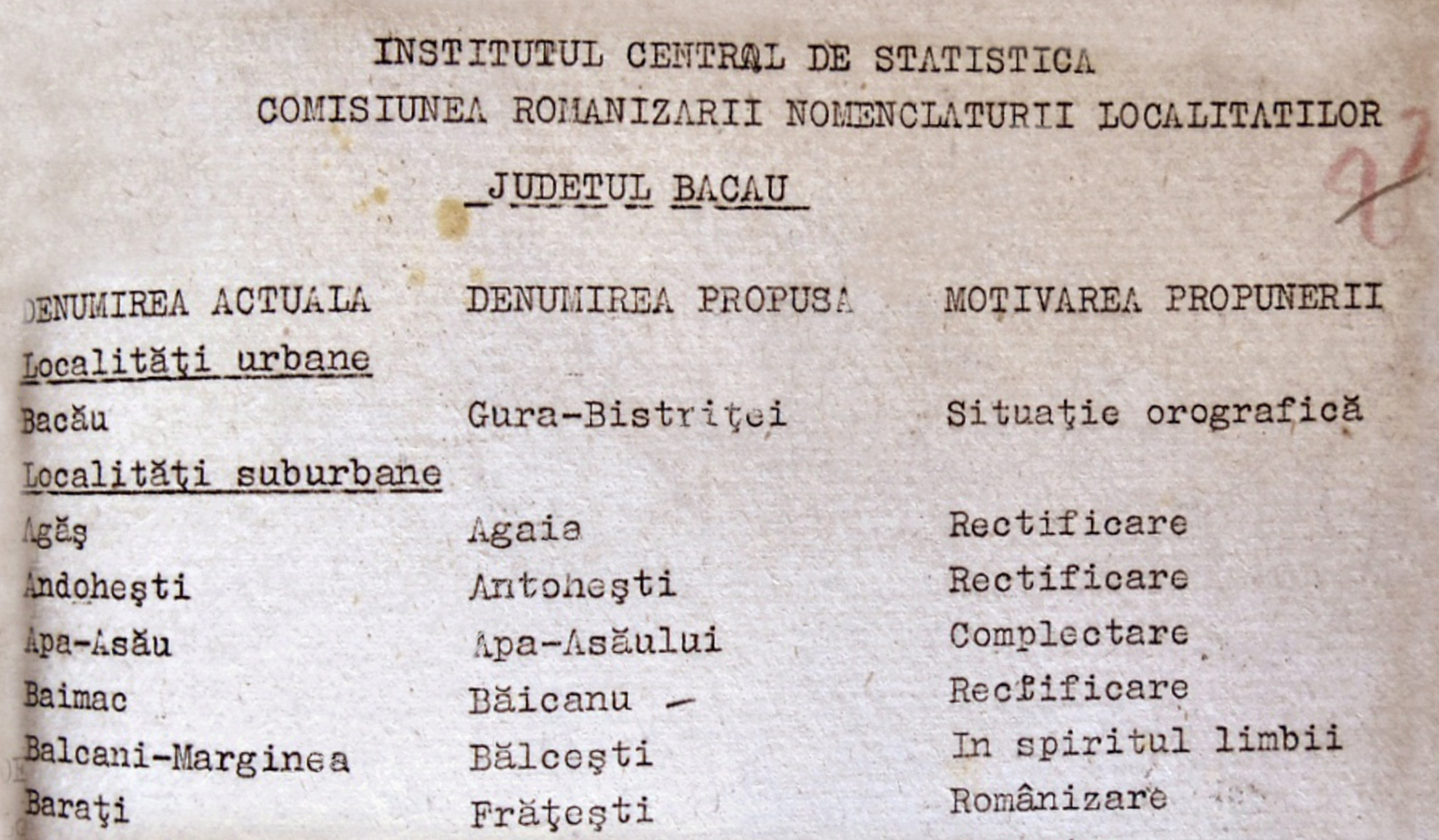
Extras din anexa la ordinul de modificare a numelui orașului Bacău, din martie 1943

Prin adresa nr. 116.212 din 6 martie 1943, Oficiul de Studii, Documentare și Statistică din cadrul Ministerului Afacerilor Interne a comunicat spre executare prefecților din județul Bacău, alături și celor din Baia, Botoșani, Covurlui, Fălciu, Iași, Neamț, Putna, Roman, Tecuci, Tutova și Vaslui și primari ai orașelor de reședință românizarea nomenclaturii localităților prin dispoziția mareșalului Ion Antonescu. În acest sens s-a comunicat redenumirea Bacăului în „Gura-Bistriței”. În 15 martie același an a avut loc o ședință în primărie în care s-a dorit neschimbarea numelui, invocând că nu este de origine maghiară iar ceangăii din regiune ar fi de origine românească, invocând lucrarea superiorului Franciscanilor din România, Iosif Petru M. Pal și cea a lui Petru Râmneanțu a analizei de sânge.